# Malena Mieres
Malena Mieres García (Puentes de García Rodríguez, La Coruña, Galicia; 29 de marzo de 2000) es una futbolista española que juega como guardameta en el Melbourne City de la A-League Women de Australia.

## Trayectoria
Mieres comenzó su carrera en 2015 en el club gallego P. M. Friol. En 2016 se trasladó al Depor Abanca, donde jugó hasta la temporada 2018-19. Fue en la temporada 2019-20 cuando se unió al Eibar y en la temporada 2022-2023 fue fichada por el Betis. El 25 de julio de 2024 se anunció que Mieres jugaría a partir de la temporada 2024-25 en el Melbourne City de la A-League Women australiana.